# Érico e Érico
Érico e Érico (nascidos em data desconhecida – mortos em 1067) – conhecidos na Suécia como Erik e Erik – foram, segundo Adão de Bremen, dois concorrentes rivais e adversários ao trono da Suécia por volta de 1066 a 1067, logo após a morte do rei Estenquilo (Stenkil).

Eles lutaram um com o outro, com consequências desastrosas: "[Nesta] guerra se diz que todos os grandes senhores suecos teriam perecido. Os dois reis também pereceram. Quando todo o clã real ficou completamente extinto, as condições no reino mudaram e o cristianismo foi perturbado em alto grau. Os bispos que o arcebispo [de Bremen] havia ungido para esta terra ficaram em casa devido ao medo de perseguições. Somente o bispo da Escânia cuidou das igrejas dos Gautas, e o sueco Jarl Gnifo fortaleceu seu povo na fé cristã." 

Nada mais se sabe sobre os dois Éricos, embora os historiadores posteriores especulassem que um deles era filho cristão de Stenkil e o outro era pagão; consequentemente, às vezes recebem os nomes inventados de Érico, filho de Estenquilo (Eric Stenkilsson), intitulado como Érico VII, e Érico, o pagão (Eric Hedningen), intitulado como Érico VIII. Nenhuma base para esses nomes pode ser comprovada com documentação contemporânea.

Depois que Érico e Érico morreram, Halstano, filho do rei Estenquilo, subiu ao trono.